# 聖公會呂明才紀念小學
22°16′53″N 114°07′27″E / 22.28150°N 114.12414°E
聖公會呂明才紀念小學（英語：Sheng Kung Hui Lui Ming Choi Memorial Primary School，簡稱呂小、SKHLMCMPS），位於香港香港島堅尼地城加惠民道31號，是中西區一所全日制基督教男女津貼小學，於1960年創立。

## 校政管理

### 歷任校監
- 楊乃舜 先生[1]（1960年-1975年）
- 周近智 先生及鄭志仁 先生（1975年-1987年）
- 李賜源 先生（1987年-2000年）
- 周何翠珍 女士（2000年-2002年）
- 戴德正 先生（2002年-2006年）
- 呂兆衛 先生（2006年至今）

### 歷任校長

#### 上午校
- 劉堅持 牧師（1960年-1965年）
- 朱哲文 牧師（1965年-1967年）
- 李嘯天 先生[1]（1967年-1997年）
- 謝振強 先生（1997年-2005年）
- 楊楚傑 先生（2005年-2009年）
- 朱偉基 先生（2009年-2011年）

#### 下午校
- 張耀德 先生（1960年-1967年）
- 張國光 先生（1967年-1970年）
- 鮑淑馨 女士（1970年-1981年）
- 曾金發 先生（1982年-1984年）
- 區仕巧 女士（1984年-1989年）
- 陳榮熾 先生（1989年-1993年）
- 林婉儀 女士（1993年-2000年）
- 李穗芳 女士（2000年-2003年）
- 楊楚傑 先生（2003年-2005年）
- 賴潔明 女士（2005年-2006年）
- 王彩娣 女士（2006年-2008年）
- 紀妙玲 女士（2008年-2011年）

#### 全日制
- 朱偉基 先生（2011年-2014年）
- 黃秀雯 女士（2014年-2024年）

### 歷任副校長
- 黃玉玲 女士
- 嚴麗萍 女士
- 鄭淑嫻 女士

## 歷史
1950年代，香港人口迅速增長，堅尼地城及摩星嶺一帶木屋林立。 當時正值戰後復興階段，該區貧困家庭甚多，失學兒童甚眾。為令區內適齡學童得以就學，聖公會何明華會督及施玉麒牧師四出籌募經費，後得呂明才基金會慷慨解囊，於堅尼地城加惠民道建立一所小學。由於該校為呂明才基金會所贊助建設的第一所學校，故命名為聖公會呂明才紀念小學，以紀念慈善家呂明才對建校所作出的貢獻。
1960年初，呂小校舍竣工，同年3月1日正式開課，初期設有上下午校共48班，學生總數逾2,000人，為摩星嶺及堅尼地城基層兒童提供就學機會。
2006年，為配合教育局推行小學全日制，呂小由上下午校逐步改為全日制，並於2012年全面改為全日制，每級設4班，合共24班，學生總數約630人。

## 校舍
學校校舍位於堅尼地城西部的加惠民道，依山而建，背靠摩星嶺，前臨硫磺海峽。校舍連地下及天台共有8層，其中地下為禮堂、一樓設有校務處、四樓設有電腦室、音樂室、小賣部及創科教室、五樓設有視覺藝術室、六樓全層為聖路加堂、天台設有體育場及校園電視台，課室及教員室則遍佈一樓至五樓各層。由於學校位處山坡，學校的地下及四樓均設出口連接加惠民道。
校舍由建築師龍韶基設計，採用現代主義風格，工程造價約一百萬，當中二十萬由呂明才基金會贊助。

## 資料來源
1. 1 2  . 華僑日報. 1969-09-07: 11  [2023-10-24].
2. ↑  . 聖公會呂明才紀念小學. 2022  [2022-04-23]. （原始内容存档于2022-04-23）.
3. ↑   (PDF). 摩星嶺之友.   [2022-04-23]. （原始内容 (PDF)存档于2016-10-22）.
4. ↑  . 香港特別行政區教育局. 2011-04-08  [2022-04-23]. （原始内容存档于2022-07-09）.
5. ↑  . Hong Kong and Far East Builder. 1960  [2022-04-23].